# Saint-Amand-de-Vergt
Saint-Amand-de-Vergt là một xã của Pháp, nằm ở tỉnh Dordogne trong vùng Aquitaine của Pháp.

## Hành chính
| Danh sách các xã trưởng                |                  |                    |      |              |
| Giai đoạn                              | Giai đoạn        | Tên                | Đảng | Tư cách      |
| tháng 3 năm 2001                       | tháng 3 năm 2008 | Jean-Pierre Bonato | -    | -            |
| tháng 3 năm 2008                       | đương nhiệm      | Jean-Luc Mallet    | SE   | nhà nông học |
| Tất cả các dữ liệu trước đây không rõ. |                  |                    |      |              |

## Thông tin nhân khẩu
| Năm    | 1962 | 1968 | 1975 | 1982 | 1990 | 1999 |
| ------ | ---- | ---- | ---- | ---- | ---- | ---- |
| Dân số | 246  | 235  | 207  | 176  | 173  | 199  |

}}